# Werner Wellhöfer
Werner Wellhöfer (* 22. August 1947 in Würzburg) ist ein deutscher Rechtswissenschaftler.

## Leben
Er studierte Jura in München und in Lausanne. Nach dem 2. Staatsexamen 1976 und der Promotion 1977 an der Universität Konstanz war er in verschiedenen Kanzleien tätig, seit 1981 bei Rechtsanwälte Fiedler pp. in München, die seit 1999 unter dem Namen CMS Hasche Sigle firmieren; seit 1983 ist er als Partner in der Kanzlei. Seit 2007 lehrt er als Honorarprofessor an der Universität Passau.
Seine Schwerpunkte liegen in den Bereichen Gesellschaftsrecht, Mergers & Acquisitions, Vermögens- und Unternehmensnachfolge, grenzüberschreitende Transaktionen, Schiedsgerichtsbarkeit und Wirtschaftsmediation.

## Schriften (Auswahl)
- Die Ausübung der Aktionärsrechte zur Verfolgung politischer und gemeinnütziger Interessen auf den Hauptversammlungen deutscher und amerikanischer Aktiengesellschaften. 1979, OCLC 714270848.
- mit Martin Peltzer und Welf Müller: Die Haftung von Vorstand, Aufsichtsrat, Wirtschaftsprüfer. Mit GmbH-Geschäftsführer. München 2008, ISBN 978-3-406-56663-9.